# アヴラバリ
アヴラバリ (グルジア語: ავლაბარი Avlabari)は、クラ川の東岸に位置するトビリシ旧市街の一つである。11世紀から13世紀に残された記録によるとアヴラバリはイサニ (Isani)として知られていた。今日ではアヴラバリはトビリシの中でも比較的広大な地域であり、トビリシでも流行の場所となっている。またジェントリフィケーションが進んでいる地域でもある。

## 概要
アヴラバリの名前の由来は2通りあり、ジョージア語で日出づる平原 を意味する"Avla bari"から来ている説、アルメニア語で宮殿の周囲にある地域を意味する言葉から来ている説がある。また確証はされていないが、アラビア語の"城壁の裏にある集落"の意味を持つ“Avlabar”から来ているという説もある。なおアヴラバリという名前はグルジア語版ウィキペディアによると、14世紀に確立した名前である可能性が高いという。歴史ある地区であり、クラ川の左岸にあるイサニ塔 (Isani Tower)の廃墟など様々な歴史的建造物が存在する。

## 歴史

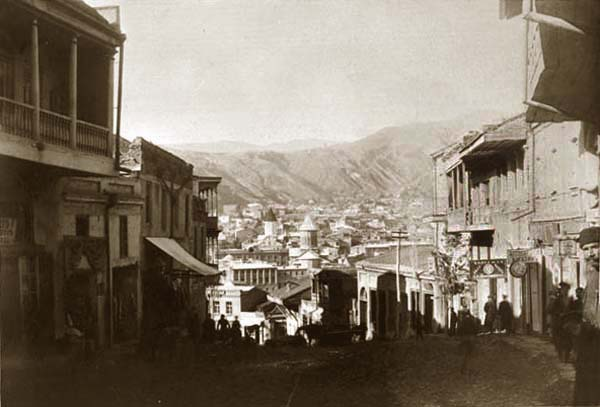
1900年のワイン通りの様子 (ドミトリ・エルマコフ撮影)

アヴラバリには歴代ジョージア王が代々住んでいた宮殿があった。バシアンの戦いが勃発した時に、その宮殿からはタマル女王が派遣した戦士が戦場に向かった。

## アルメニア人街
アヴラバリ (アルメニア語: Հավլաբար Havlabar)は長くトビリシのアルメニア人街の中心として知られていた。
アルメニアンパンテオンはアヴラバリにある。最近までアヴラバリは大量のアルメニア人が居住していたが、最近はその数も少なくなっている。

## 教会
アヴラバリ地区にある教会は以下の通り。
- 至聖三者大聖堂 (トビリシ) - 世界で3番目に高い東方教会である（英語版）。
- メテヒ（英語版）教会 - アヴラバリ最古の教会。
- シャムコレツォツ・ソールブ・アスタヴァツァツィン教会（英語版） - 荒廃した18世紀のアルメニア教会
- エジミアツィン教会（英語版） - アヴラバリ広場の近くにある18世紀のアルメニア教会

## 交通
トビリシ地下鉄のアヴラバリ駅がある。

## 著名な住人
- アーシャク・テル・グカソフ（英語版） - ロシア・アルメニア人の大将 (1819年-1881年)
- ニコル・アグバリアン（英語版） -  アルメニア人の有名人であり歴史家 (1875年-1947年)

## 写真

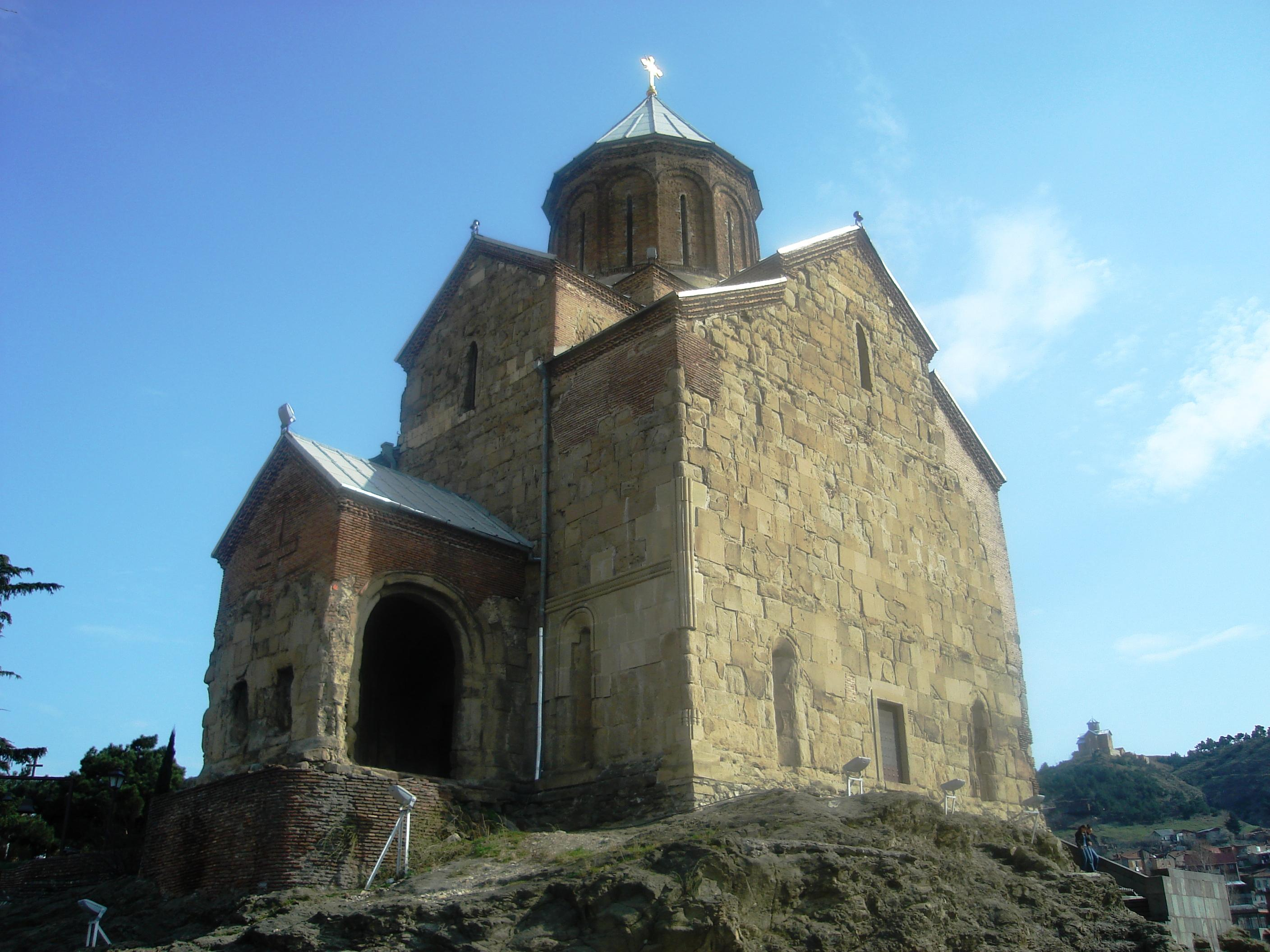
メテヒ大聖堂
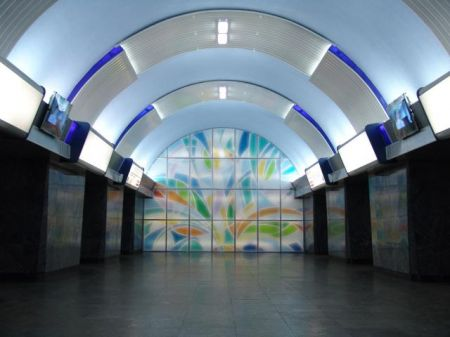
改装されたアヴラバリ駅
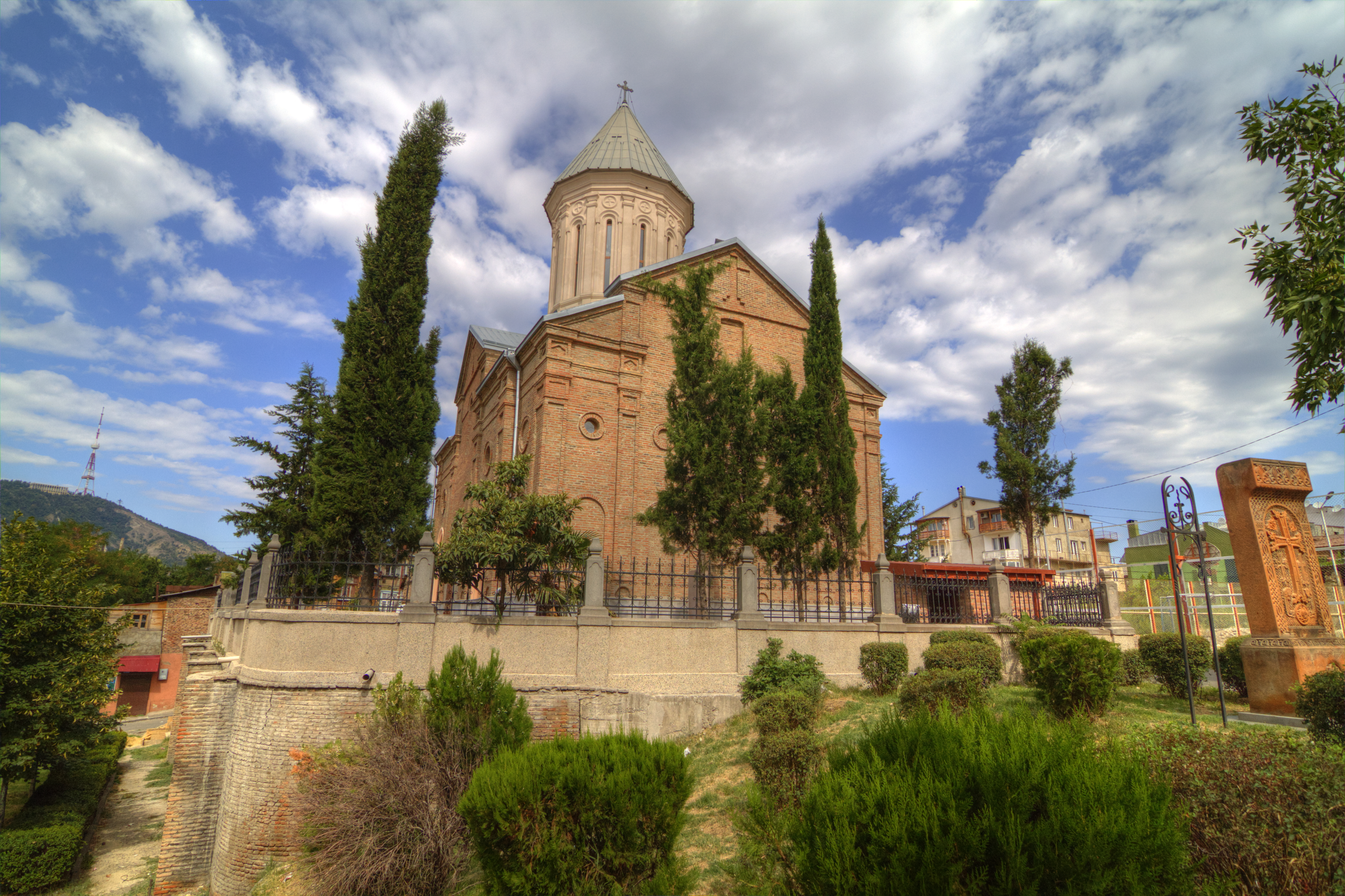
エジミアツィン教会
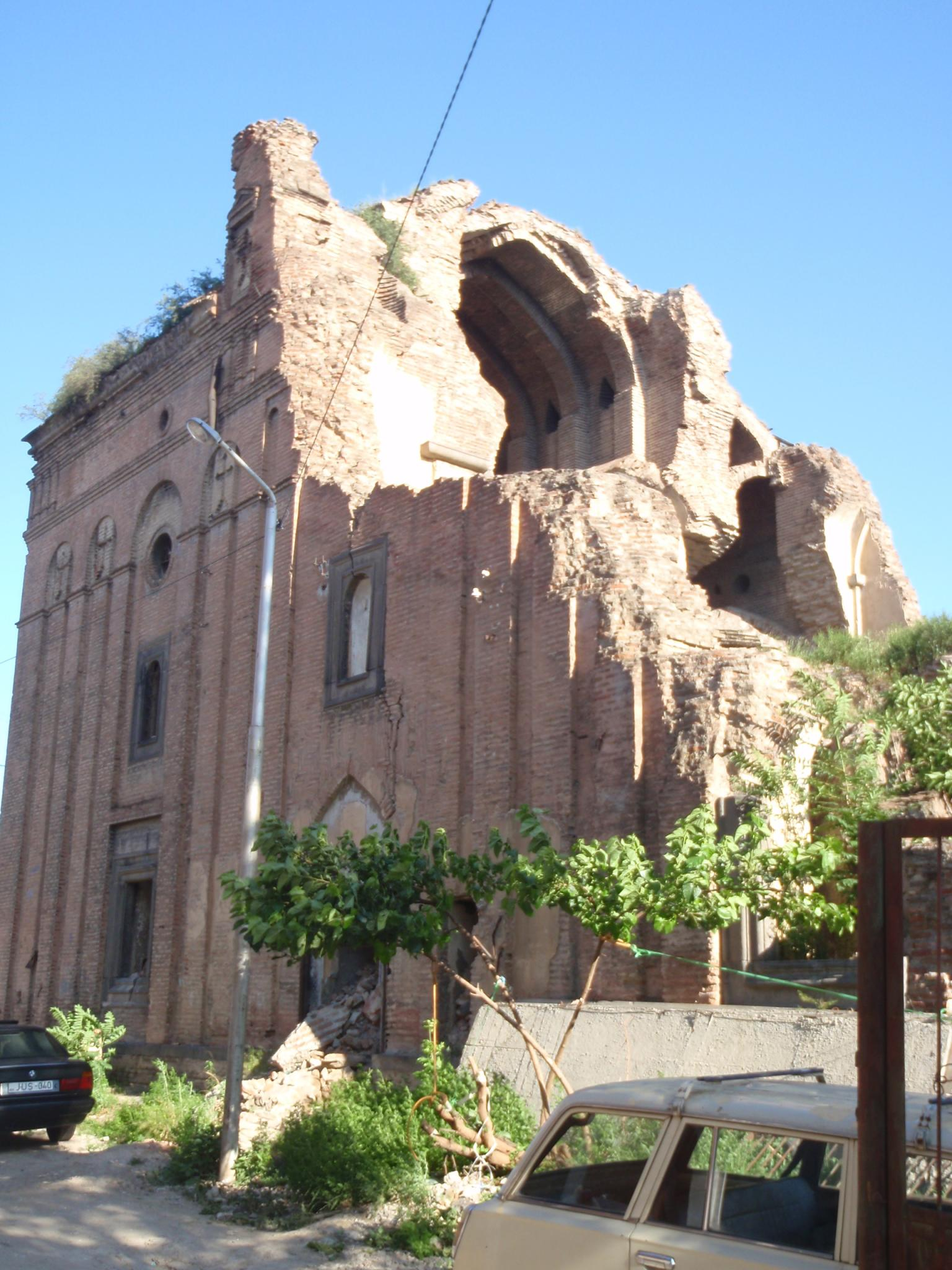
シャムコレツォツ・ソールブ・アスタヴァツァツィン教会
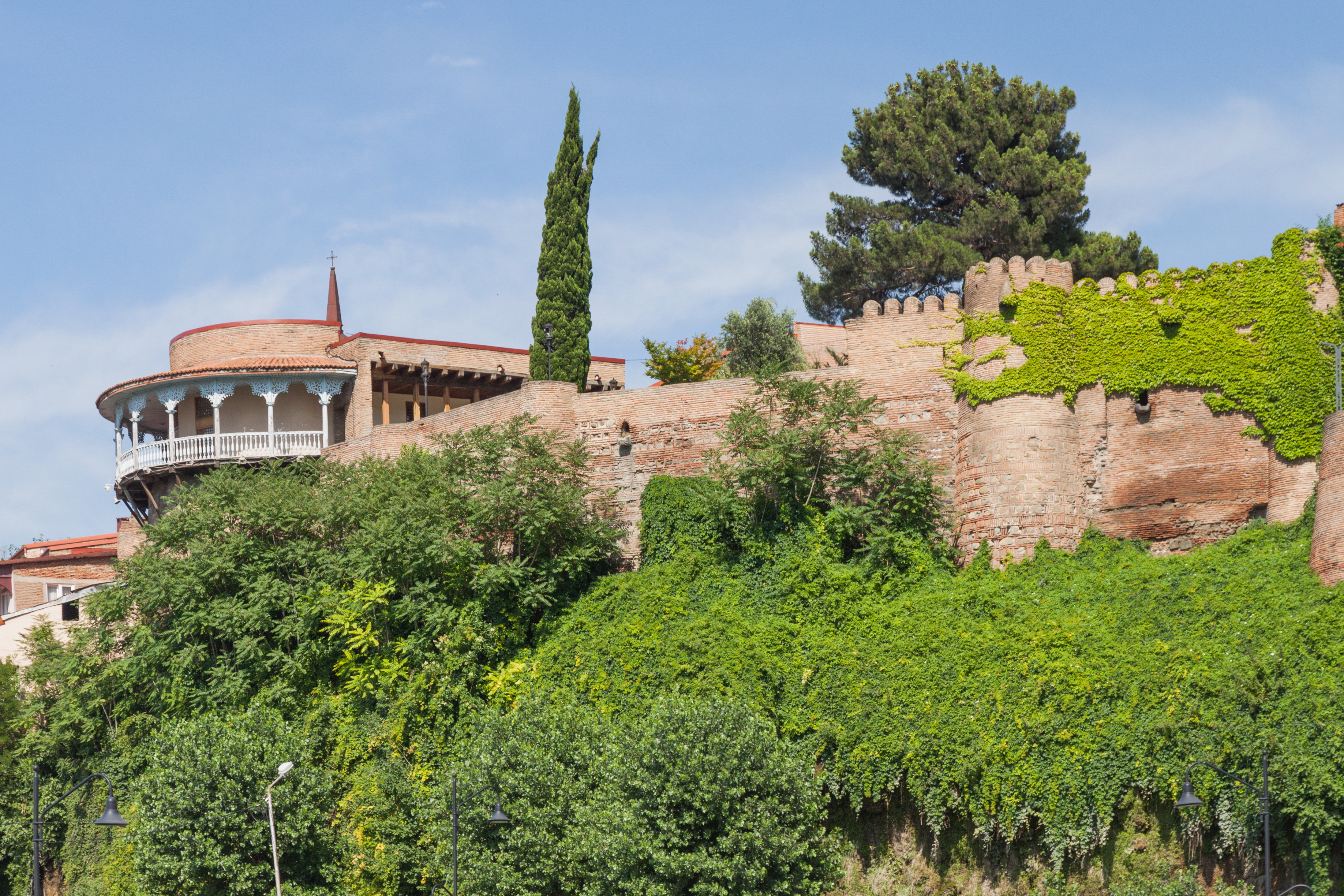
ダレジャン女王（英語版）が住んでいたダレジャン宮殿 (Darejan Palace)

## 文献
- ტყეშელაშვილი ო. カルトリ・ソビエト百科事典 Vol.1, pp.128-129, Tb, 1975.

## 脚註

### 註釈
1. ↑  "Avla"(ascend) and "bari" (plain) i.e. "plain where to rise".
2. ↑  Area around the palace
3. ↑  “a settlement behind a city wall”.